# Adamantium
L’adamantium est un alliage de fiction apparaissant dans les comics publiés par la maison d'édition Marvel Comics. Il a pour principale caractéristique d'être le plus résistant de tous les métaux imaginaires présents dans l'univers Marvel.
Le terme « adamantium » a été créé par le scénariste Roy Thomas et les artistes Barry Windsor-Smith et Syd Shores et utilisé pour la première fois dans le comic book Avengers #66 en juillet 1969 pour représenter la matière faisant partie de l'enveloppe extérieure du robot Ultron. Cependant, la notoriété de l'adamantium est surtout liée au personnage de Wolverine.
Le terme a par la suite été repris dans des romans, certains jeux de rôles (Donjons et Dragons notamment) et plus récemment dans plusieurs jeux vidéo ou séries télévisées.

## Étymologie
Le mot « Adamantium » est un néologisme, issu du latin adamans, adamantem (substance extrêmement dure composée de — ou comparable au — diamant), auquel a été rajouté le suffixe « ium », habituellement ajouté à certains nom commun ou propres pour désigner un élément (exemples : technétium, osmium, curium, copernicium, etc.).
En anglais, adamant est également très utilisé pour signifier « inflexible » au sens métaphorique, surtout à propos du caractère d'une personne (adamantin).

## L'adamantium dans l'univers descomicsMarvel

### Origine
Dans l'histoire de l'univers Marvel, l'adamantium est inventé par un métallurgiste et chercheur américain, le docteur Myron MacLain (en),. Engagé par le gouvernement des États-Unis par ordre du président Franklin Delano Roosevelt pour créer une substance impénétrable à utiliser pour les chars d'assaut pendant la Seconde Guerre mondiale, MacLain, alors un jeune scientifique employé par le gouvernement américain au début des années 1940, entreprend de forger un métal indestructible et commence ses expériences.
Inspiré par les légendes grecques sur l’adamantine, il travaille pendant des mois, testant des dizaines d’alliages de divers métaux, et notamment un échantillon de vibranium, un minerai météoritique provenant du Wakanda. À plusieurs reprises, il tente de mélanger ce vibranium à des alliages d’acier, mais sans succès. Une nuit, alors qu’il est occupé à faire autre chose, un facteur inconnu perturbe le processus de mélange et permet la fusion des éléments avec le vibranium. Découvrant sa réussite, McLain fait couler le métal en fusion dans un moule en forme de disque. Une fois solidifié, le disque se révèle être l’objet le plus résistant jamais inventé. Grâce à ce catalyseur inconnu, McLain venait de créer un alliage de vibranium.
MacLain présenta le résultat de ses recherches au gouvernement. Ce dernier donna ensuite le disque à Captain America pour remplacer son premier bouclier, jusque-là triangulaire, qui devint l'emblématique bouclier (en) indestructible du Captain.
Par la suite, MacLain ne réussit pas à reproduire son expérience. Personne, pas même MacLain, ne fut capable de découvrir quel avait été l'élément inconnu ayant permis la création de l'alliage de vibranium et, dans les années qui suivirent, personne ne réussit à nouveau cette fusion du vibranium avec un autre métal,.
Cependant, les efforts d'ingénierie inverse de MacLain le conduisirent à la découverte de l'adamantium. MacLain aurait conçu l'adamantium principalement sur une base d'acier ou de titane.
Le gouvernement américain partagea le secret de fabrication de l’adamantium avec certains de ses alliés et, au cours de ce transfert, l'information tomba dans des mains malveillantes, comme celles de la Conspiration, l'organisation qui fabriqua les câbles du super-vilain le Constrictor.

### Propriétés
Dans l'univers Marvel, il existe de nombreux métaux plus durs que ceux du monde réel, mais l'adamantium a prouvé à de nombreuses reprises être le plus résistant des métaux ayant cette propriété. Il est plus dur que l'acier « omnium » des Sentinelles ou que l'acier organique du X-Man Colossus. L'adamantium fait jeu égal avec l'épée du Samouraï d'argent, dont le champ de force permet normalement de trancher tous les matériaux connus.
La composition de l'adamantium est un secret défense du gouvernement américain. Il est créé par le mélange de certaines résines chimiques. Pendant les huit premières minutes après le mélange des résines, il peut être moulé selon la forme désirée, du moment qu’il est maintenu à une température de 850 degrés Celsius. Après ces huit minutes, le procédé de création de l’adamantium est achevé.
La structure moléculaire extrêmement stable de l’adamantium l’empêche d’être moulé à nouveau, même si la température reste suffisamment élevée pour le maintenir sous sa forme liquide. Un seul objet, appelé le « Réarrangeur moléculaire », a été capable d'altérer la forme de l’adamantium solidifié (par ailleurs, le super-vilain Magnéto a aussi pu arracher l'adamantium du squelette de Wolverine sans l'aide d'un Réarrangeur, ce qui implique que l'adamantium est un métal soit ferromagnétique soit paramagnétique).
On ignore si la fabrication de l'adamantium implique des métaux non-existants dans le monde réel. Toutefois, cet alliage n'a aucune propriété particulière contre le magnétisme. Pour cette raison, aussi résistant qu'il soit, l'adamantium qui compose le squelette de Wolverine est sensible aux pouvoirs magnétiques de Magnéto, qui peut le déformer à volonté. En revanche, ce métal est moins sensible que l'acier organique de Colossus face certains gadgets magnétiques.
Par ailleurs, l'adamantium est allergène ; des personnages comme Wolverine ne survivent aux greffes d'adamantium que parce qu'ils ont un facteur guérisseur. Plusieurs histoires ont montré que lorsque Wolverine est privé de ses pouvoirs, l'adamantium présent dans son corps le rend malade.

### Utilisation
L'adamantium est utilisé dans l'univers Marvel pour la conception de nombreux éléments, objets ou équipements que l'on veut présenter comme indestructibles ou quasi-indestructibles.
La liste suivante, non exhaustive, présente les divers équipements composés d'adamantium présents dans le monde Marvel.
- Le bouclier de Battlestar[1].
- Le squelette et les griffes de Wolverine[1].
- La colonne vertébrale et certains os du Tireur (Bullseye)[1].
- Certaines versions de l’enveloppe extérieure du robot Ultron.
- Le bouclier du « Captain (en) » (Steve Rogers, pendant la période où il n'est plus Captain America, remplacé par John Walker, alias U.S. Agent, anciennement le Super-Patriote)[1].
- Pendant un temps le squelette et les griffes de Dents-de-sabre[1], récupéré par Apocalypse qui le regreffa sur Wolverine.
- Les griffes et l'exosquelette de Cyber[1].
- Les griffes et le squelette de Lady Deathstrike[1].
- Le bâton télescopique de Gambit[1].
- La tête de Hammerhead, un ennemi de Spider-Man.
- Les griffes de X-23[1].
- Une paire unique de tentacules du Docteur Octopus (par la suite détruites par un « Réarrangeur moléculaire »)[1].
- Le couteau de combat de l'Agent Zéro.
- Une partie unique de l'armure de l'Homme aux échasses.
- Certains croissants de jet (projectiles) et une version du bâton de combat de Moon Knight.
- L’exosquelette du robot TESS-One (en)[1].
- Les premiers tentacules du Constrictor[1].
- Des balles de pistolet, utilisées à la fois par Iron Man, William Stryker (dans X-Men Origins: Wolverine) et le criminel Underworld (en) (« Mafioso » en VF, Jack « Jackie » Dio)[1],[10].

Dans le crossover World War Hulk, une division entière de soldats est équipée de mitrailleuses avec des balles en adamantium. Dans le film Wolverine : Le Combat de l'immortel, le Samouraï d'argent est entièrement constitué d'adamantium.

### Variantes

#### Adamantium pur
L'« adamantium pur » est une création secrète du gouvernement américain basée sur divers alliages. Son invention est due aux tentatives de recréer le bouclier de Captain America sans utiliser de vibranium. Bien qu'il soit présenté comme moins solide que l'alliage de vibranium, l'adamantium pur est suffisamment résistant pour supporter les effets de l'explosion d'une arme nucléaire.
Sa fabrication coûterait extrêmement cher, ce qui le rend excessivement rare. Ainsi, certaines organisations qui souhaiteraient l'utiliser à grande échelle en sont réduites à n'utiliser qu'un composé similaire, mais plus fragile, de l’adamantium pur, qualifié d'« adamantium secondaire ».
Étant donné qu'il est beaucoup plus résistant que n’importe quel autre alliage — y compris ceux composés d’acier ou de titane —, briser ou simplement endommager l'adamantium pur nécessite d’effectuer des réarrangements moléculaires très précis.
Le super-héros Wolverine est doté d'un squelette et de griffes entièrement recouverts d'une couche d’adamantium pur (pendant un long moment, on a même supposé que ses griffes étaient entièrement constituées d’adamantium pur). Ce renforcement squelettique rend ses os pratiquement incassables. Le procédé en tant que tel d’implantation de l'adamantium sur un squelette humain a été mis au point par Lord Vent noir (en), un chercheur japonais (qui le réutilisa notamment sur le Tireur, pour renforcer sa colonne vertébrale endommagée à la suite d'un combat avec Daredevil). Cette technique reste encore aujourd’hui un secret entouré de mystères ; seule l'organisation Arme X a réussi jusqu'à présent à subtiliser la méthode du chercheur japonais.
Certaines versions de l'enveloppe externe du robot Ultron sont aussi entièrement composées d’adamantium pur, mais pas ses mécanismes internes.
Certains héros s'injectent aussi directement l'adamantium dans le sang, pour le diffuser et le fixer aux os, ce qui permet de rendre leur squelette aussi indestructible que celui de Wolverine.[réf. nécessaire]

#### Adamantium secondaire
Comme l'adamantium pur, l'« adamantium secondaire » est considéré comme extrêmement difficile et très cher à fabriquer. Certains héros ont trouvé un moyen de le dupliquer, mais avec une qualité et une résistance amoindries. Toutefois, pour un usage courant, l'adamantium secondaire est présenté comme indestructible.
Les armes conventionnelles, comme les missiles balistiques, n'ont aucun effet sur l'adamantium secondaire. Il est plus résistant que n'importe quel acier mais peut être endommagé par les coups de héros possédant une force surhumaine ou par des décharges d'énergies très puissantes, ou bien en fournissant un impact d'une force inouïe avec un objet enchanté, comme le marteau de Thor, Mjolnir qui est composé du métal asgardien indestructible uru. Ainsi, les décharges d’énergie de Blastaar et les ondes de force vibratoires de la Corne d’annihilation d’HYDRA ont été capables de détruire l’adamantium secondaire. L’ordinateur pensant FAUST possédait également une enveloppe constituée d'adamantium secondaire, que Thor et Iron Man ont pu détruire. Un dôme en adamantium secondaire fut construit par Crâne rouge et le Maître de la haine originel sur leur île-forteresse, mais a été détruit par la Corne d’annihilation et une série de puissantes bombes incendiaires.

#### Carbonadium
Le carbonadium est beaucoup plus résistant que l'acier et plus flexible que l'adamantium. Il est présenté comme très proche de ce dernier. Le carbonadium n'est pas aussi résistant que le vrai adamantium, en raison de sa malléabilité. Il est utilisé notamment par le super-vilain Omega Red.

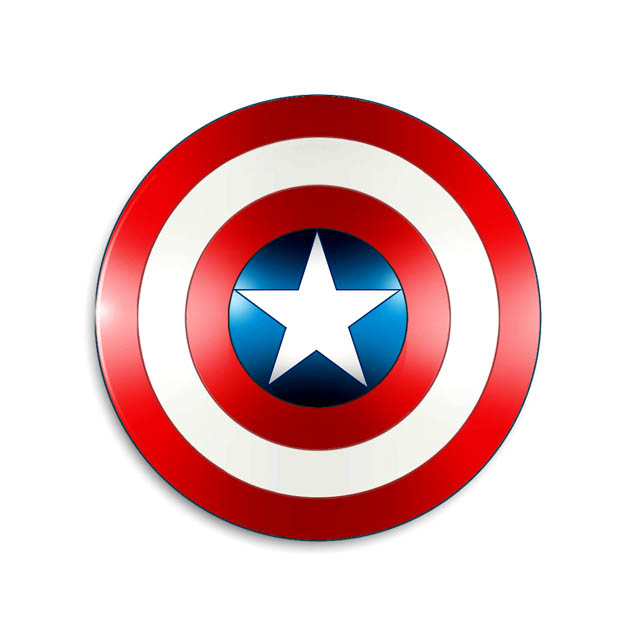
Bouclier de Captain America (ère moderne).

#### Alliage de vibranium
On ne connaît dans cet univers de fiction qu'un seul objet composé d'un alliage de vibranium : le bouclier (en) de Captain America.
Le processus de fabrication est unique et reste inconnu, mais on sait qu'un dérivé du vibranium du Wakanda a été utilisé, des modifications moléculaires (utilisation d'un catalyseur) étant nécessaires pour atteindre son état final.
La qualité principale de cet alliage est qu'il est totalement indestructible ; mis à part grâce à une altération de sa structure moléculaire, seul un pouvoir divin ou cosmique s’est révélé capable d’affecter la structure du bouclier du Captain.
Cet alliage n'est pas à proprement parler de l'adamantium, puisqu'il ne contient que du vibranium et de l'acier,.

#### Allotropes
Selon Serafina des Enfants de la Voûte (Children of the Vault), il existerait treize allotropes de l'adamantium. Leur durée de vie est très courte, mais ils constitueraient un poison virulent. L'allotrope #9 a troublé le système nerveux de Wolverine en quelques secondes[réf. souhaitée].

## L'adamantium dans les autres œuvres de fiction

### Littérature
- Dans Coup de tabac, le 34e livre des Annales du Disque-monde de Terry Pratchett,

l'adamantium est un métal connu pour être le plus dur mais qu’on « aurait pu le couder autour de la patience de Sam Vimaire ».
- Certaines armes ou objets de l'elfe noir Drizzt Do'Urden dans les romans de la saga de Robert Anthony Salvatore.
- Plusieurs engins et armes dans la saga L'Âge de la déraison de Greg Keyes.
- Le roman Cryptum (2011) de Greg Bear mentionne l'adamantium comme l'un des composants du blindage des vaisseaux forerunners.

- Dans le livre  l'œcuméne d'or  et ses deux suites de l'écrivain John C.Wright , l'adamantium existe et constitue entre autres un des matériaux constituant l'armure ainsi que l'astronef du héros (Phaéton) . on peut noter aussi l'existence du chrysadamantium .

### Bande dessinée et manga
- Dans le manga Naruto, Enma, le roi des singes, peut se transformer en bâton d'adamantium (néanmoins, seule la traduction officielle anglaise introduit l'adamantium dans le nom de ce bâton et des techniques associées).
- Dans certaines histoires en bande-dessinée de l'univers de l'oncle Picsou, certains coffre-forts ou portes blindées sont renforcés à l'adamantium.

### Musique
- Adamantium est le titre d'une chanson du groupe EZ3kiel, tirée de leur album Battlefield.
- Adamant-ium est le titre d’une chanson issue de l'album du même nom du rappeur Shurik'n.

### Séries télévisées et internet
- Dans la série Flander's Company, la hache de Cindy Trueman est en adamantium.
- Dans la série Tortues Ninja : Les Chevaliers d'écaille (épisode « La planète des tortues droïdes »), Shredder fabrique un robot en adamantium.
- Dans la saga MP3 Reflets d'Acide, Zarakaï, le maître nain possède une armure faite dans cet alliage. C'est aussi le cas d'une immense porte rencontrée dans « le trou de la Mierdaille ».
- Dans l'univers des séries Galactica et Battlestar Galactica, le bouclier du vaisseau spatial Battlestar est en adamantium.
- Dans la série animée Samuraï Jack (saison 2, épisode 5, chapitre 18), l'alliage des robots tueurs est en adamantium.

### Jeux vidéo
- Dans Slaves to Armok II: Dwarf Fortress, l'adamantium est le métal le plus résistant pour les armes acérées ; il se trouve sous forme brute dans les profondeurs des mondes créés.
- Les armures et armes de RuneScape.
- Certaines armes et armures de la série The Elder Scrolls.
- Dans Master of Magic, une mine d'adamantium équipe les troupes des villes voisines.
- Dans SpellForce: The Order of Dawn, la poignée d'une épée à lame tellurique est en adamantium.
- Dans Aion: The Tower of Eternity, le « minerai d’adamantium pur » est une ressource du jeu.
- Dans Elsword (en), le « Paladin Adamantium » est une classe de personnage.
- Dans Fallout 3 et Fallout 4, le « squelette en adamantium » est un avantage (« perk ») que peut recevoir le personnage du joueur.
- Dans Terraria, l'adamantium s'appelle « adamante » ; c'est un matériau utilisé pour faire des armes ou des armures (dans le « Hardmode »).
- Dans Final Fantasy XIV, la « pépite d'adamant » est un composant permettant de créer des armes et armures en adamantium.
- Dans Lineage 2: Revolution, l'adamantium est un matériau servant à augmenter la qualité des armures lourdes.
- Dans Assassin's Creed Odyssey (DLC « Le sort de l'Atlantide »)
- Dans Endless Legend, l'adamantium (appelé « adamantian » en VO) est l'une des six ressources stratégiques nécessaires à la production de certains bâtiments et certains équipements militaires.
- Dans le jeu sur mobile Empires & Puzzles, le titan « Licorne du tonnerre » possède une corne en adamantium.
- Dans World of Warcraft, compléter la quête « En rêve » donne accès en récompense à une cuirasse ornée d'adamantium.
- Dans T4C (La Quatrième Prophétie, The 4th Coming), existe une armure en adamantium, robuste mais sans amélioration magique, facilement accessible.

### Jeux de rôle
- Dans le jeu de rôle L'Œil noir.
- Dans l'univers de Warhammer 40,000, l'adamantium est très utilisé pour les armures et véhicules des Space Marines mais, contrairement à la version Marvel, il ne semble pas être indestructible.

## Lien avec l'adamantine/adamantite

### L'adamantine dans les univers de fiction
- Si vous ne connaissez pas le sujet, laissez ce bandeau (vous pouvez alors contacter les auteurs).
- Si vous supprimez le contenu mis en cause (vous pouvez préalablement contacter les auteurs),

argumentez précisément cette suppression dans la page de discussion
(un manque de référence n'est pas un argument ; une recherche réelle de référence doit avoir été effectuée, être formellement documentée).
Il existe dans certains univers de fiction de type fantasy un métal nommé « adamantine » ou adamantite.
Ce terme n'est en aucun cas une inspiration liée à l'adamantium ; leur point commun est seulement étymologique, les deux termes étant issus du mot latin adamant, qui signifie « diamant », lui-même dérivé du terme grec adamas, signifiant « invincible, indestructible ».
Pour l'adamantine (ou adamantite), on peut citer certaines armes et armures en adamantite dans le jeu de rôle Donjons et Dragons ; dans la v3.5, l'adamantite est présenté comme un métal issu d'une météorite, ce qui le rend comparable à l'iridium. Il est beaucoup plus solide que l'acier.
Dans le manga Fairy Tail, l’armure d’Erza Scarlett et les écailles du dragon Motherglare sont en adamantine.
Dans les jeux vidéo : 
- certaines armes ou armures de Neverwinter Nights ;
- les golems d'adamantine et certaines armes et armures dans Baldur's Gate ;
- certaines armes ou armures de World of Warcraft (renommée ici « adamantite ») ;
- un alliage utilisé pour améliorer certaines armes et objets dans Final Fantasy XIII ;
- le minerai d'adamantite dans Terraria ;
- le minerai d'adamantite dans RuneScape.

### L'adamantine dans le monde Marvel
L'adamantine est également présente dans l'univers Marvel. Créée par le scénariste Stan Lee et le dessinateur Jack Kirby, elle apparaît pour la première fois dans le comic book Journey Into Mistery Annual (vol. 1) #1 en 1965, (en VF dans Strange Spécial Origines no 199 de juillet 1986).
Dans cet univers, l'adamantine n'est présente que dans la dimension de l’Olympe, le domaine du panthéon gréco-romain ; l'objet le plus célèbre fabriqué dans cette matière est la masse d'armes du dieu Hercule.
Contrairement à l'adamantium, l'adamantine ne se trouve pas à l’état naturel sous forme de minerais (la confusion est d’autant plus facile que le terme « adamantium » a été inventé en référence à l’adamantine olympien).
L'adamantium et l'adamantine se valent en matière de solidité, à égalité avec l'uru,, la différence étant leur origine : technologique pour l'adamantium, magique (divine) pour l'adamantine et l'uru. Ces propriétés communes, malgré des origines sans rapport, font dire au personnage d'Amadeus Cho dans l'histoire L'assaut du nouvel Olympe que l'adamantine est la même chose que l'adamantium, étant simplement plus mystique[réf. nécessaire].
Parmi les objets forgés en adamantine, on peut citer les portes fermant le Tartare (une poche dimensionnelle d’Hadès, le domaine des morts lié à l’Olympe). Le père de Zeus, le Titan Cronos, forgea également une faucille en adamantine avant de s’attaquer à son père Ouranos et de le châtrer avec cette son arme. Il semble que d’autres armes issues de l'Olympe aient été forgées en adamantine, mais les informations à leur sujet n'ont pas été révélées jusqu'à présent.

## Apparitions dans d'autres médias

### Cinéma
Dans le film X-Men Origins: Wolverine, l'adamantium est un alliage dont l'un des éléments provient d'une météorite tombée près de Lagos au Nigeria (probablement de la powellite noire), William Stryker retrouva le gisement et l'utilisa afin de recouvrir le squelette de Wolverine, ce qui le rend plus fort mais une balle en adamantium dans son crâne lui détruisit sa mémoire. L'adamantium est malléable au stade de la fabrication mais, une fois refroidi, il est quasiment indestructible (explication donnée par Stryker dans X-Men 2).
Dans le film Logan, Wolverine a perdu en grande partie ses capacités de régénération, l'ensemble des mutants perdant leurs pouvoirs, on apprend que l'adamantium le rend malade, l’empoisonne.
Dans Captain America: Brave New World, la dépouille pétrifiée de Tiamut, renommée "L’Île Céleste", semble renfermer un important gisement d'Adamantium. Les quatre pays exploitant les ressources de l'île (la France, l'Inde, le Japon et les États-Unis) veulent l'utiliser sans concurrence, signant de ce fait un traité de partage équitable.